# Bygdeå
Bygdeå – miejscowość (tätort) w Szwecji, w regionie administracyjnym (län) Västerbotten, w gminie Robertsfors.
Według danych Szwedzkiego Urzędu Statystycznego liczba ludności wyniosła: 512 (31 grudnia 2015), 514 (31 grudnia 2018) i 502 (31 grudnia 2019).